# 中村隼人 (野球)
中村 隼人（なかむら はやと、1975年8月22日 - ）は長崎県出身の元プロ野球選手（投手）、飲食店経営者。
2002年シーズンから2004年シーズンの6月1日までの登録名は隼人。弟は元Jリーガーの中村北斗。

## 来歴

### プロ入り前
中学生時代は諌早レッズで捕手を務め、ボーイズリーグの全国大会に出場。
長崎日大高校に進むと投手に転向し、下半身強化と投球フォームの矯正により、制球力が改善。2年の秋には本格派のエースとなる。3年の時の1993年春には同校初の全国大会となる選抜大会（春の甲子園）に出場。初戦では自ら満塁で走者一掃の二塁打を放ち、福井敬治を擁する智弁学園高校を破った。続く3回戦では鳥取西高校を7回までノーヒットに抑え、1安打完封の好投を見せたものの、準々決勝で平尾博司を擁する大宮東高校に敗れ、ベスト8。同年夏は県内No.1の右の本格派との評価を受け、選手権大会（夏の甲子園）に出場。辻竜太郎を擁する松商学園高校との1回戦では延長12回を投げ抜き、3対2で勝ち、2回戦で笹山洋一を擁する小林西高校に敗れた。
球質の重さや打者としての能力をNPB球団のスカウトから評価されていたが、創価大学に進学。1年から登板し、4年の春の全日本大学野球選手権では初戦の慶応義塾大学を相手に先発したが高橋由伸に本塁打を打たれ、敗退。秋の明治神宮大会では他投手の活躍もあり、準決勝まで進むが、法政大学との準決勝では味方打線が相手投手・矢野英司の前に当時大会新記録となる18奪三振に抑えられ、完封負けを喫し、ベスト4。東京新大学リーグでは最多勝2回、MVP、ベストナイン各1回を含む22勝で8連覇に貢献した。
大学卒業後、社会人野球の本田技研工業に入団すると1年目からエースとして活躍。同年の社会人日本選手権でも初戦に先発したが敗戦投手となっている。2年目の1999年には都市対抗に初出場するも、初戦で敗れた。2000年には川鉄千葉の補強選手として都市対抗に出場。初戦の対大阪ガス戦で2番手として好投したがチームは敗れた。同年のNPBドラフト会議にて日本ハムファイターズから4位指名を受け、入団。契約金、年俸はそれぞれ6,000万円、1,200万円（金額はいずれも推定）だった。

### 日本ハム時代
1年目の2001年シーズンは即戦力として期待され、開幕一軍入りを果たすも登板機会のないまま二軍へ降格。しかし再び一軍へ昇格すると、6月2日の対オリックス・ブルーウェーブ戦ではNPB史上27人目、かつパ・リーグの新人では20年ぶりとなる初登板初完封勝利を記録。同年のシーズンは、3完封を含む6勝を挙げた。なお、翌2002年シーズンからは同名の寺原隼人がプロ入りすることを受け、翌年のシーズンから登録名を隼人へ変えることを9月10日に発表している。また、同年のIBAFワールドカップで日本代表に選ばれた。
2002年シーズンは先発投手として7勝11敗の成績を残し、初出場だったオールスターゲームでは新井貴浩にソロ本塁打を浴びたものの2イニングをこの1安打のみに抑えた。
2003年シーズンはわずか4試合の先発に終わり、0勝3敗、防御率6.98の成績に終わる。
2004年シーズンは序盤に中継ぎで4試合に登板しただけに終わり、6月2日に河本育之との交換トレードで読売ジャイアンツ（巨人）へ移籍。移籍を機に登録名をプロ入団当時と同じ本名の「中村隼人」へ戻した。

### 巨人時代
巨人へ移籍してからは中継ぎとして前田幸長、岡島秀樹、ブライアン・シコースキーとともにチームを支え、途中加入ながらチーム4位の38試合に登板し、2勝1セーブ、防御率3.79をマークした。
2005年シーズンは前年のシーズンを越える45試合登板を目標に掲げ、中継ぎとして期待されたが開幕直後から腰痛に苦しんだ。わずか6試合の登板に終わり、10月5日に球団から戦力外通告を受け、退団。トライアウトを2度受けたが獲得する球団はなかった。

### 巨人退団後
2006年は1月から友人の紹介で神田の居酒屋店長を務めていたが、5月29日、千葉熱血MAKINGに投手兼投手コーチとして加入し、野球界に復帰する。しかし都市対抗野球大会1次予選で登板するも思うような投球内容ができなかった。同年6月にはCPBLの兄弟エレファンツに入団したが2試合目に失点すると翌日に解雇され、在籍2週間で退団。7月に帰国してからは軟式野球チームを持つ佐賀県の病院で腰の治療を受けながら練習を続け、11月に東北楽天ゴールデンイーグルスの秋季練習で入団テストを受けたが不合格となり、現役を引退。

### 現役引退後
元木大介から誘いを受け、2007年1月から2008年1月まで元木の個人マネージャーを務めた。その後、文京区湯島でサパークラブを経営。
2015年時点では海帆に勤務し、新宿区歌舞伎町にて2014年7月22日に開店した「立喰い焼肉 治郎丸」新宿店の店長として活躍の場を変えている。2018年時点で同店は年商1億円を超える人気店舗としてテレビ番組で紹介されており、中村自身の年収も1200万円ほどあると明かしている。

## プレースタイル
140km/h台の速球を中心に、得意のスライダーやシュート、フォークボールを投げていた。本田技研時代には年間30個近い与死球を記録しており、強気に内角を攻めている。1年目には6勝中4勝を千葉マリンで挙げ初勝利初完封もグリーンスタジアム神戸で挙げるなど、屋外での登板を得意としていた。

## 人物
弟の中村北斗とは10歳差ということもあってそれほど話をしなかったが、2005年には同じ宮崎市内でキャンプをしていた北斗を訪ね、激励している。
日本ハム時代は黒々とした髭を生やして眼光が鋭く、野武士やクマ、マタギなどの愛称で呼ばれたが、巨人移籍後は球団の内規に従い、髭を剃り落とした。また日本ハムが札幌へ移転した際に自動車を手放したこともあり、巨人時代は東京ドームに電車で通勤し、試合終了後に駅でファンにサインすることもしばしばだった。

## 詳細情報

### 年度別投手成績
| 年 度     | 球 団     | 登 板 | 先 発 | 完 投 | 完 封 | 無 四 球 | 勝 利 | 敗 戦 | セ 丨 ブ | ホ 丨 ル ド | 勝 率 | 打 者 | 投 球 回 | 被 安 打 | 被 本 塁 打 | 与 四 球 | 敬 遠 | 与 死 球 | 奪 三 振 | 暴 投 | ボ 丨 ク | 失 点 | 自 責 点 | 防 御 率 | W H I P |
| --------- | --------- | ----- | ----- | ----- | ----- | -------- | ----- | ----- | -------- | ----------- | ----- | ----- | -------- | -------- | ----------- | -------- | ----- | -------- | -------- | ----- | -------- | ----- | -------- | -------- | ------- |
| 2001      | 日本ハム  | 15    | 14    | 3     | 3     | 0        | 6     | 3     | 0        | --          | .667  | 373   | 89.0     | 77       | 13          | 42       | 1     | 2        | 63       | 2     | 0        | 40    | 39       | 3.94     | 1.34    |
| 2002      | 日本ハム  | 21    | 21    | 1     | 0     | 0        | 7     | 11    | 0        | --          | .389  | 570   | 135.1    | 132      | 13          | 48       | 2     | 4        | 84       | 3     | 0        | 68    | 64       | 4.26     | 1.33    |
| 2003      | 日本ハム  | 4     | 4     | 0     | 0     | 0        | 0     | 3     | 0        | --          | .000  | 90    | 19.1     | 31       | 3           | 4        | 0     | 0        | 6        | 0     | 0        | 18    | 15       | 6.98     | 1.81    |
| 2004      | 日本ハム  | 4     | 0     | 0     | 0     | 0        | 0     | 0     | 0        | --          | ----  | 29    | 6.0      | 8        | 1           | 4        | 0     | 1        | 4        | 0     | 0        | 2     | 2        | 3.00     | 2.00    |
| 2004      | 巨人      | 38    | 0     | 0     | 0     | 0        | 2     | 0     | 1        | --          | 1.000 | 145   | 35.2     | 29       | 2           | 14       | 1     | 2        | 23       | 3     | 0        | 16    | 15       | 3.79     | 1.21    |
| '04計     | 巨人      | 42    | 0     | 0     | 0     | 0        | 2     | 0     | 1        | 0           | 1.000 | 174   | 41.2     | 37       | 3           | 18       | 1     | 3        | 27       | 3     | 0        | 18    | 17       | 3.67     | 1.32    |
| 2005      | 巨人      | 6     | 0     | 0     | 0     | 0        | 0     | 1     | 0        | 1           | .000  | 38    | 6.2      | 12       | 0           | 5        | 3     | 1        | 5        | 1     | 0        | 5     | 5        | 6.75     | 2.55    |
| 2006      | 兄弟      | 2     | 0     | 0     | 0     | 0        | 0     | 0     | 0        | --          | ----  | 11    | 1.2      | 3        | 0           | 3        | 0     | 0        | 1        | 0     | 0        | 2     | 2        | 10.80    | 3.60    |
| NPB：5年  | NPB：5年  | 88    | 39    | 4     | 3     | 0        | 15    | 18    | 1        | 1           | .455  | 1245  | 292.0    | 289      | 32          | 117      | 7     | 10       | 185      | 9     | 0        | 149   | 140      | 4.32     | 1.39    |
| CPBL：1年 | CPBL：1年 | 2     | 0     | 0     | 0     | 0        | 0     | 0     | 0        | --          | ----  | 11    | 1.2      | 3        | 0           | 3        | 0     | 0        | 1        | 0     | 0        | 2     | 2        | 10.80    | 3.60    |

- 各年度の太字はリーグ最高

### 記録
NPB
- 初登板・初先発・初勝利・初完投・初完封：2001年6月2日、対オリックス・ブルーウェーブ14回戦（グリーンスタジアム神戸）
- 初奪三振：同上、2回裏に五十嵐章人から
- 初セーブ：2004年9月29日、対広島東洋カープ27回戦（東京ドーム）、9回表に3番手で救援登板・完了、1回1失点
- 初ホールド：2005年4月5日、対横浜ベイスターズ1回戦（横浜スタジアム）、11回裏に4番手で救援登板、2/3回無失点
- オールスターゲーム出場：1回 （2002年）

### 背番号
- 35 （2001年 - 2004年途中）
- 27 （2004年途中 - 2005年）
- 18 （2006年）

### 登録名
- 中村 隼人 （なかむら はやと、2001年、2004年途中 - ）
- 隼人 （はやと、2002年 - 2004年途中）